# Apostolepis dorbignyi
Apostolepis dorbignyi — вид змій родини полозових (Colubridae). Ендемік Болівії. Вид названий на честь французького натураліста Алсида д'Орбіньї.

## Поширення і екологія
Apostolepis dorbignyi мешкають на півдні Болівії, в саванах Чако. Ведуть риючий і нічний спосіб життя, полюють на амфісбен і невеликих змій, зокрема на сліпунів. Самиці відкладають яйця.